# CJ6型电力动车组
CJ6型电力动车组是中车株洲电力机车有限公司研发的160km/h级别动力分散式城际动车组。其基础为中车株机出口马来西亚和马其顿的动车组列车，主要为长株潭城际铁路的需求而设计。2016年，两列CJ6型动车组前往北京环铁试验线进行测试，及後再前往长株潭城际铁路、南寧至北海鐵路及海南環島鐵路進行測試。
根据国家铁路局官网2019年5月6日公布的行政许可决定书，中车株洲电力机车有限公司的CJ6电力动车组已于3月下旬获颁发设计许可、制造许可双“准生证”。及後，首批列車已於2019年12月24日投入服務。

## 研发历程

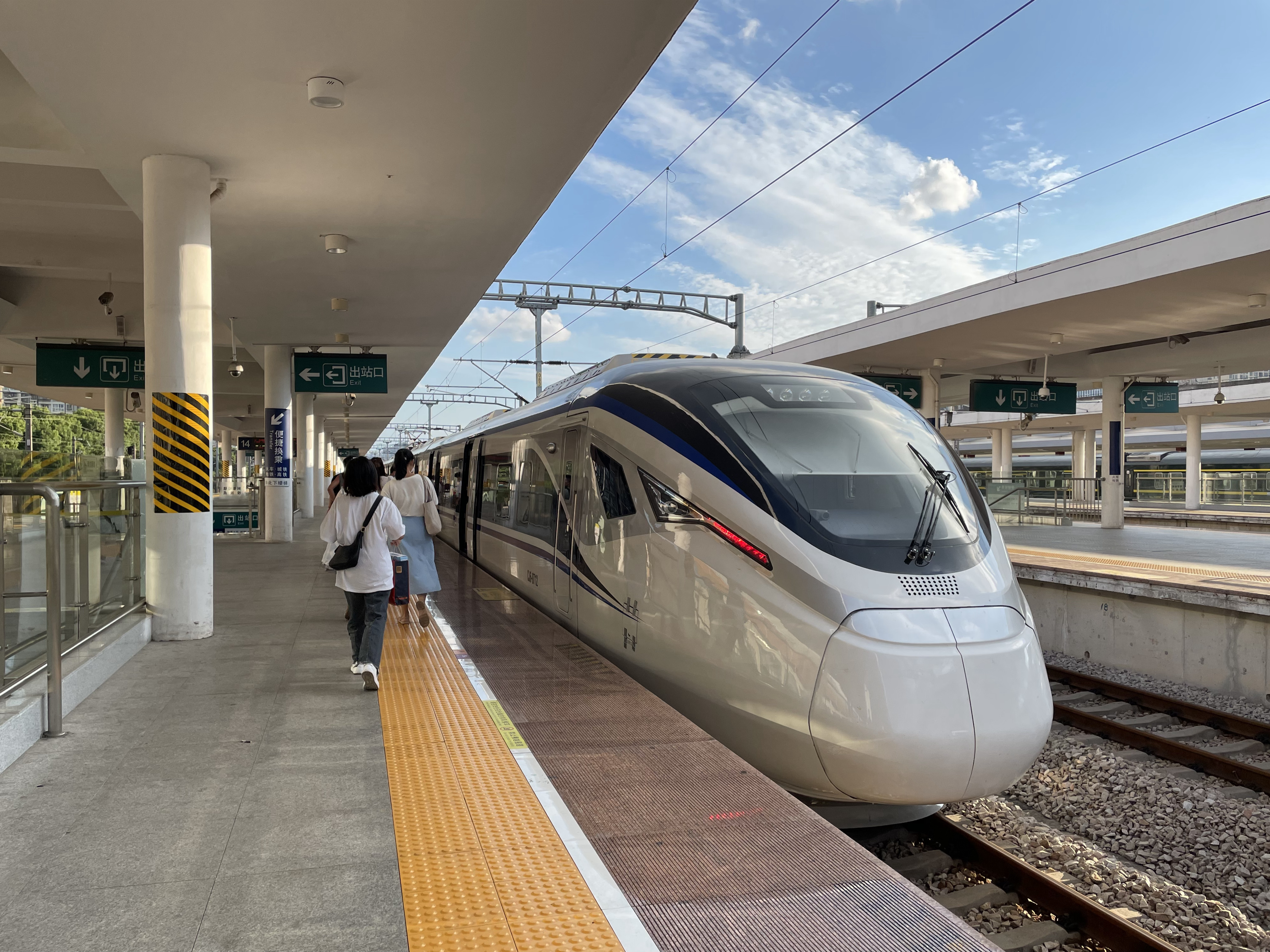
CJ6在长沙站

- 2015年，株机公司表示正在申请国内动车组生产资质并开始组装CJ6型动车组。[2]
- 2016年12月，CJ6型动车组产品被曝光。
- 2017年6月，CJ6在北京环铁试验线完成型式试验。
- 按原來預計，CJ6將於2018年尾在長株潭城際鐵路上投入服務，首批將有12列四卡列車；但直到2019年3月21日，本型号才获得铁路机车车辆制造许可证[3]。及後，廣州局集團將會分兩次購入16列CJ6動車組（其中首六列以「先租後買」方式購入），以增強長株潭城際鐵路服務。

## 技术特点

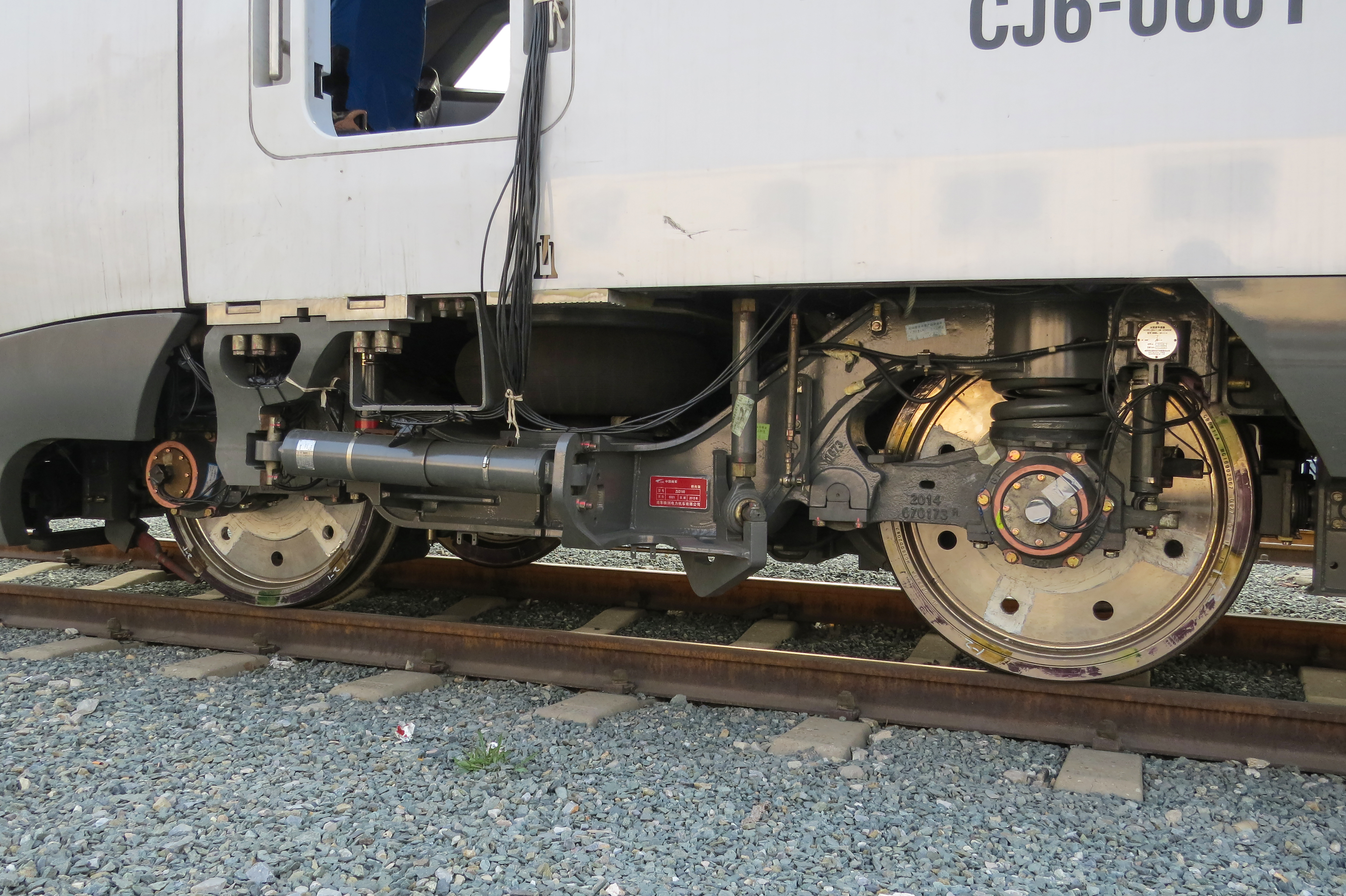
CJ6-0601号车的ZUD160型转向架

### 动力配置
列车采用2动2拖的动力分散式布局，在2、3车车顶设有受电弓。

### 外观
列车外观整体工业设计由德国TRICON DESIGN 完成。列车原型车涂装采用白色底色，侧边有红黄二色条纹的设计。投入长株潭城际铁路运行的量产型列车则采用了蓝、银、白三色涂装并在车窗饰以黑色条带，与线路上现运用的CRH6F-A型动车组保持一致。

### 内饰
列车在2、3车设置有无障碍席位，3车亦设置有卫生间。列车内部采用2+2座椅排布，以车门为中心对称展开，座椅带有头靠和扶手，不可旋转。在车门附近，设置有可折叠座椅，高峰时段可收起以提供更多站立面积。站立区域设置有扶手和拉环，车门上方亦安装了LCD动态地图显示屏。除此之外，全列车还在座椅下方提供电源插座，并改进空调出风方式，提升客室内舒适度。

### 编组
列车采用4节编组，2动2拖。车辆设座位254个，额定载客681人，最大载客量897人。在高峰时刻，列车可以两列或四列重联成八节编组或十六节编组，提升运力。

## 车辆配属概况

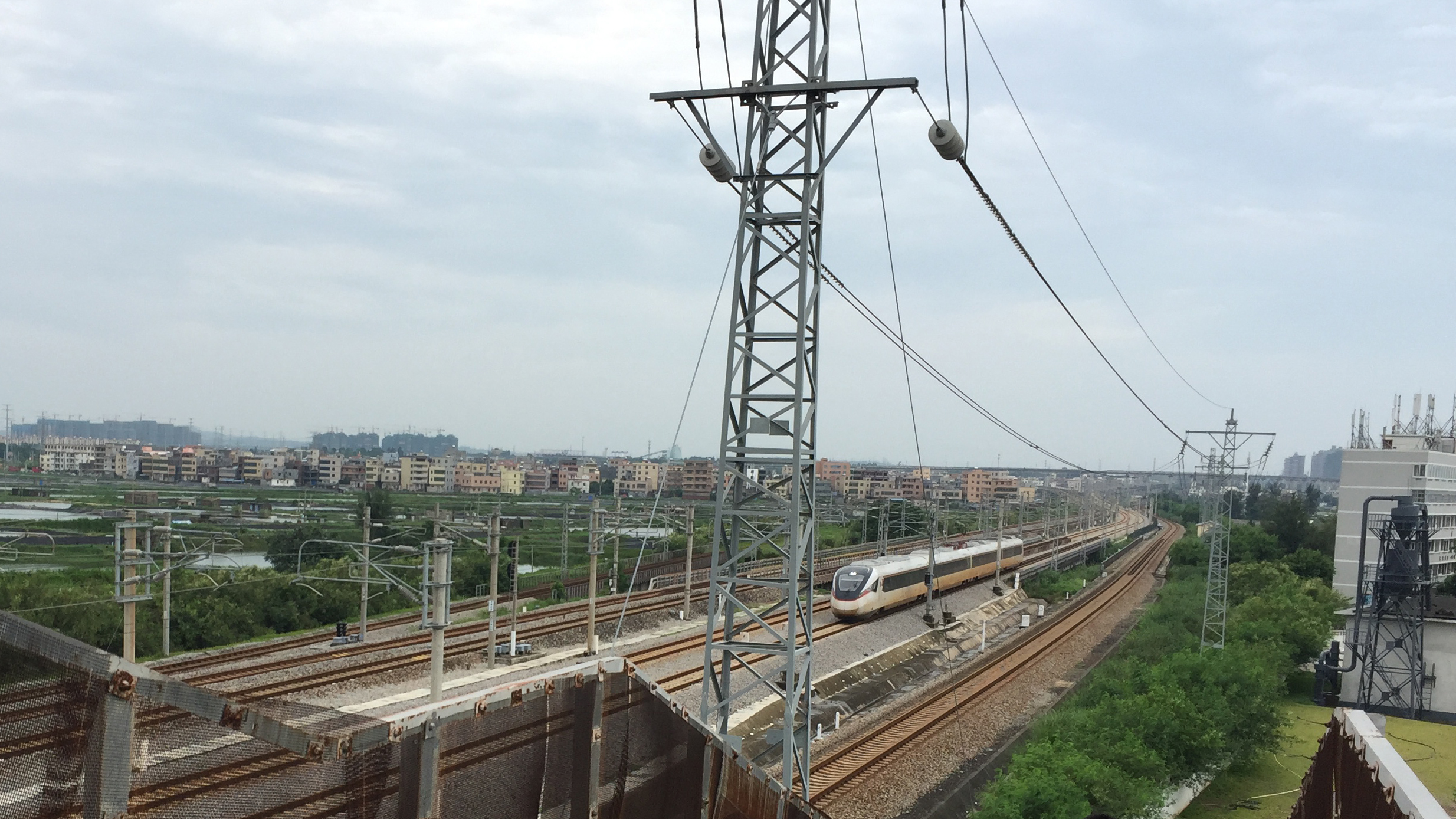
CJ6 在海南环岛铁路在海口站

截至2021年10月，总共已有15组CJ6型动车组列车出厂，编号分别0701～0715。
目前，CJ6型动车组已投入長株潭城際鐵路正式运营，曾在海南環島鐵路进行试验，並曾配屬三亞動車所。
但在相關測試完成後，兩列列車已送回株機工廠存放，及後與首批另外四列列車一併配屬長沙動車所，並於2019年12月24日投入服務。